# 55. Berlini Nemzetközi Filmfesztivál
Az 55. Berlini Nemzetközi Filmfesztivál 2005. február 10. és 20. között rendezték meg, a nyitófilm Régis Wargniertől a Lélektől lélekig, míg a zárófilm Bill Condontól a Kinsey - Mindenki másképp csinálja volt.  A fesztivál zsűrielnöke Roland Emmerich német filmkészítő és producer volt. Az Arany Medve díjat Mark Dornford-May filmje, a U-Carmen eKhayelitsha nyerte. A fesztivál retrospektív programmja Production Design + Film. Locations, Settings, Spaces címen futott és öt szekcióra bontva összesen 45 filmet mutattak be rajta.

## Zsűri
Az alábbi emberek voltak a fesztivál zsűrijének tagjai:

### Filmek
- Roland Emmerich, német filmkészítő és producer - Zsűrielnök
- Ingeborga Dapkunaite, litván színésznő
- Bai Ling, kínai színésznő
- Franka Potente, német színésznő
- Wouter Barendrecht, holland producer
- Nino Cerruti, olasz stylist és vállalkozó
- Andrey Kurkov, ukrán író és forgatókönyvíró

### Rövidfilmek
- Gabriela Tagliavini, argentin filmkészítő
- Marten Rabarts, új-zélandi író és producer
- Susan Korda, amerikai rendező, vágó és producer

## Versenyben lévő filmek
Az alábbi filmek voltak versenyben az Arany Medve- és az Ezüst Medve-díjakért:
| Magyar cím                                 | Eredeti cím                        | Rendező           | Ország                                                    |
| ------------------------------------------ | ---------------------------------- | ----------------- | --------------------------------------------------------- |
| Anklaget                                   | Anklaget                           | Jacob Thuesen     | Dánia                                                     |
| Asylum                                     | Asylum                             | David Mackenzie   | Egyesült Királyság, Írország                              |
| Halálos szívdobbanás                       | De battre mon cœur s'est arrêté    | Jacques Audiard   | Franciaország                                             |
| Változó idők                               | Les Temps qui changent             | André Téchiné     | Franciaország                                             |
| Sorstalanság                               | Sorstalanság                       | Koltai Lajos      | Magyarország, Németország, Egyesült Királyság             |
| Kóbor szellemek                            | Gespenster                         | Christian Petzold | Németország                                               |
| Jó társaság                                | In Good Company                    | Paul Weitz        | Amerikai Egyesült Államok                                 |
| Rejtett penge                              | 隠し剣 鬼の爪                      | Yōji Yamada       | Japán                                                     |
| Mitterrand utolsó napjai                   | Le promeneur du champ de Mars      | Robert Guédiguian | Franciaország                                             |
| Édes vízi élet                             | The Life Aquatic with Steve Zissou | Wes Anderson      | Amerikai Egyesült Államok                                 |
| Lélektől lélekig (nyitófilm)               | Man to Man                         | Régis Wargnier    | Franciaország, Dél-Afrika, Egyesült Királyság             |
| Egy nap Európában - Nagy foci, nagy dohány | One Day in Europe                  | Hannes Stöhr      | Németország, Spanyolország                                |
| Mennyország most                           | الجنّة الآن                         | Hany Abu-Assad    | Palesztina, Franciaország, Németország, Hollandia, Izrael |
| Páva                                       | 孔雀                               | Gu Changwei       | Kína                                                      |
| Ipari sivatag                              | Smalltown, Italy                   | Stefano Mordini   | Olaszország                                               |
| Április Ruandában                          | Sometimes in April                 | Raoul Peck        | Franciaország, Amerikai Egyesült Államok, Ruanda          |
| Sophie Scholl - Aki szembeszállt Hitlerrel | Sophie Scholl – Die letzten Tage   | Marc Rothemund    | Németország, Spanyolország                                |
| A nap                                      | Сóлнце'"                           | Alexander Sokurov | Oroszország, Franciaország, Olaszország, Svájc            |
| Ujj-függő                                  | Thumbsucker                        | Mike Mills        | Amerikai Egyesült Államok                                 |
| U-Carmen eKhayelitsha                      | U-Carmen eKhayelitsha              | Mark Dornford-May | Dél-Afrika                                                |
| Huncut felhőcske                           | 天邊一朵雲                         | Tsai Ming-liang   | Tajvan                                                    |
| Les Mots bleus                             | Les Mots bleus                     | Alain Corneau     | Franciaország                                             |

### Rövidfilmek
Az alábbi rövidfilmek szerepeltek a fesztivál programjában:
| Magyar cím                | Eredeti cím               | Rendező            | Ország                       |
| ------------------------- | ------------------------- | ------------------ | ---------------------------- |
| Don Kishot be'Yerushalaim | Don Kishot be'Yerushalaim | Dani Rosenberg     | Izrael                       |
| Killing the Afternoon     | Killing the Afternoon     | Margaret Corkery   | Írország, Egyesült Királyság |
| The Intervention          | The Intervention          | Jay Duplass        | Amerikai Egyesült Államok    |
| Milk                      | Milk                      | Peter Mackie Burns | Egyesült Királyság           |
| Jam Session               | Jam Session               | Izabela Plucinska  | Németország                  |
| Spravka                   | Spravka                   | Kira Muratova      | Oroszország                  |
| Child in Time             | Child in Time             | Maja Weiss         | Szlovénia                    |
| Gigolo                    | Gigolo                    | Bastian Schweitzer | Németország, Svájc           |

## Győztesek
- Arany Medve: U-Carmen eKhayelitsha (Mark Dornford-May)
- Zsűri Nagydíja: Páva (Gu Changwei)
- Ezüst Medve díj a legjobb rendezőnek: Marc Rothemund (Sophie Scholl - Aki szembeszállt Hitlerrel)
- Ezüst Medve díj a legjobb színésznek: Lou Taylor Pucci (Ujj-függő)
- Ezüst Medve díj a legjobb színésznőnek: Julia Jentsch (Sophie Scholl - Aki szembeszállt Hitlerrel)
- Ezüst Medve díj a legjobb filmzenének: Alexandre Desplat (Halálos szívdobbanás)
- Ezüst Medve díj a kiemelkedő művészi teljesítményért: Tsai Ming-liang (Huncut felhőcske)
- Tiszteletbeli Arany Medve
  - Fernando Fernán Gómez
  - Im Kwon-taek
- Arany Medve a legjobb rövidfilmnek
  - The Intervention (Jay Duplass)
  - Jam Session (Izabela Plucinska)
  - Tiszteletbeli említés: Don Kishot be'Yerushalaim(Dani Rosenberg)
- Berlinale Kamera
  - Daniel Day-Lewis
  - Katrin Sass
  - Helene Schwarz
- Panorama Publikumspreis, a Közönség-díj
  - Legjobb egész estés film: Élj és boldogulj! (Radu Mihăileanu)
  - Legjobb rövidfilm: Hoi Maya (Claudia Lorenz)
- Kristály Medve a legjobb gyermekek részére készített filmnek
  - Legjobb rövidfilm: The Djarn Djarns (Wayne Blair)
  - Tiszteletbeli említés:
    - Does God Play Football (Michael A. Walker)
    - Vent (Erik van Schaaik)

  - Legjobb egész estés film: Bluebird (Mijke de Jong)
  - Tiszteletbeli említés:
    - Az olasz (Andrey Kravchuk)
    - Ikke naken (Torun Lian)

  - 14plus: Legjobb egész estés film: Az ártatlanság hangjai (Luis Mandoki)
  - Tiszteletbeli említés: Lakposhtha parvaz mikonand (Bahman Ghobadi)
- FIPRESCI-díj
- Huncut felhőcske (Tsai Ming-liang)

## Fordítás
- Ez a szócikk részben vagy egészben  a(z)   55th Berlin International Film Festival című angol Wikipédia-szócikk fordításán alapul.  Az eredeti cikk szerkesztőit annak laptörténete sorolja fel. Ez a jelzés csupán a megfogalmazás eredetét és a szerzői jogokat jelzi, nem szolgál a cikkben szereplő információk forrásmegjelöléseként.